# Janko Tipsarević
Janko Tipsarević (Belgrád, 1984. június 22. –) szerb hivatásos teniszező. Juniorként megnyerte az Australian Opent 2001-ben. A felnőttek között négyszer nyert ATP-tornát, párosban egyszer. 2007-ben wimbledoni teniszbajnokságon zsinórban három ötszettes mérkőzést nyert meg, ami utoljára 1974-ben Jan Kodešnek sikerült itt.
Legjobb egyéni Grand Slam-eredménye a 2011-es US Open negyeddöntője, ahol honfitársától, a világelső Novak Đokovićtól kapott ki. Ezt a teljesítményét 2012-ben is meg tudta ismételni, akkor a negyeddöntőben David Ferrer ellen szenvedett vereséget. Párosban a 2008-as Roland Garros negyeddöntőjébe jutott Viktor Troicki oldalán. Profi sportolóktól szokatlan módon kedveli a klasszikus irodalmat, bal karjára Dosztojevszkij A félkegyelmű című művéből egy idézetet tetováltatott japán nyelven: "A szépség váltja meg a világot".

## Eredményei Grand Slam-tornákon
| Grand Slam | Australian Open | Australian Open     | Roland Garros | Roland Garros    | Wimbledon | Wimbledon           | US Open  | US Open            |
| Év         | Eredmény        | Utolsó ellenfél     | Eredmény      | Utolsó ellenfél  | Eredmény  | Utolsó ellenfél     | Eredmény | Utolsó ellenfél    |
| 2003       | -               | -                   | -             | -                | -         | -                   | 1.kör    | Mark Philippoussis |
| 2004       | -               | -                   | 1.kör         | Nicolás Massú    | 1.kör     | Robby Ginepri       | 1.kör    | Amer Delic         |
| 2005       | 2.kör           | Dominik Hrbatý      | 2.kör         | Fernando Vicente | 3.kör     | Thomas Johansson    | 1.kör    | Cyril Saulnier     |
| 2006       | 2.kör           | Juan Carlos Ferrero | 1.kör         | Julien Benneteau | 1.kör     | Andy Roddick        | -        | -                  |
| 2007       | 1.kör           | David Nalbandian    | 3.kör         | Tommy Robredo    | 4.kör     | Juan Carlos Ferrero | 2.kör    | Rafael Nadal       |
| 2008       | 3.kör           | Roger Federer       | 1.kör         | Nicolás Lapentti | 4.kör     | Rainer Schüttler    | 1.kör    | Sam Warburg        |
| 2009       | 2.kör           | Marin Čilić         | 3.kör         | Andy Murray      | 2.kör     | Mardy Fish          | 1.kör    | Florent Serra      |
| 2010       | 2.kör           | Tommy Haas          | 1.kör         | Alejandro Falla  | 1.kör     | Arnaud Clément      | 3.kör    | Gaël Monfils       |
| 2011       | 2.kör           | Fernando Verdasco   | 3.kör         | Roger Federer    | 1.kör     | Ivo Karlović        | QF       | Novak Đoković      |
| 2012       | 3.kör           | Richard Gasquet     | 4.kör         | Nicolás Almagro  | 3.kör     | Mihail Juzsnij      | QF       | David Ferrer       |

## ATP-döntői

### Győzelmei (4)
| Tornagyőzelmek (egyéni) |
| Grand Slam (0)          |
| Tennis Masters Cup (0)  |
| ATP Masters Series (0)  |
| ATP Tour (4)            |

| No. | Dátum                | Helyszín               | Borítás | Ellenfél a döntőben   | Eredmény a döntőben |
| 1.  | 2011. szeptember 20. | Kuala Lumpur, Malajzia | Kemény  | Márkosz Pagdatísz     | 6–4 7–5             |
| 2.  | 2011. október 17.    | Moszkva, Oroszország   | Kemény  | Viktor Troicki        | 6–3 6–2             |
| 3.  | 2012. július 9.      | Stuttgart, Németország | Salak   | Juan Monaco           | 6–4 5–7 6–3         |
| 4.  | 2013. január 6.      | Csennai, India         | kemény  | Roberto Bautista Agut | 3-6, 6-1, 6-3       |

#### Elvesztett döntői (7)
| No. | Dátum             | Helyszín                       | Borítás | Ellenfél a döntőben   | Eredmény a döntőben  |
| 1.  | 2009. október 19. | Moszkva, Oroszország           | kemény  | Mihail Juzsnij        | 7–6(1) 0–6 4–6       |
| 2.  | 2010. június 13.  | ’s-Hertogenbosch, Hollandia    | fű      | Szerhij Sztahovszkij  | 3–6 0–6              |
| 3.  | 2011. február 21. | Delray Beach, USA              | kemény  | Juan Martín del Potro | 4–6 4–6              |
| 4.  | 2011. június 12.  | Eastbourne, Egyesült Királyság | fű      | Andreas Seppi         | 6–7 6–3 3–5 Ret.     |
| 5.  | 2011. október 24. | Szentpétervár, Oroszország     | kemény  | Marin Čilić           | 3–6 6–3 2–6          |
| 6.  | 2012. január 2.   | Csennai, India                 | kemény  | Miloš Raonić          | 7–6(4) 6–7(4) 6–7(4) |
| 7.  | 2012. július 22.  | Gstaad, Svájc                  | salak   | Thomaz Bellucci       | 7–6(6), 4–6, 2–6     |

### Páros

#### Győzelmei (1)
| No. | Dátum           | Helyszín       | Borítás | Partner        | Ellenfelei a döntőben     | Eredmény a döntőben |
| 1.  | 2012. január 2. | Csennai, India | Kemény  | Lijendar Pedzs | Jónátán Erlich / Andi Rám | 6–4 6–4             |

#### Döntői (3)
| No. | Dátum             | Helyszín                  | Borítás | Partner        | Ellenfelei a döntőben                | Eredmény a döntőben |
| 1.  | 2010. január 4.   | Csennai, India            | Kemény  | Lu Jen-hszün   | Marcel Granollers / Santiago Ventura | 5–7 2–6             |
| 2.  | 2010. október 18. | Moszkva, Oroszország      | Kemény  | Viktor Troicki | Igor Kunyicin / Dmitrij Turszunov    | 6–7(8) 3–6          |
| 3.  | 2012. május 13.   | Rome Masters, Olaszország | Salak   | Łukasz Kubot   | Marc López / Marcel Granollers       | 3–6 2–6             |

## Év végi világranglista-helyezései
| Év       | 2000  | 2001 | 2002 | 2003 | 2004 | 2005 | 2006 | 2007 | 2008 | 2009 | 2010 | 2011 | 2012 |
| Helyezés | 1078. | 636. | 183. | 161. | 117. | 139. | 64.  | 52.  | 49.  | 38.  | 47.  | 9.   | = 9. |